# 南里

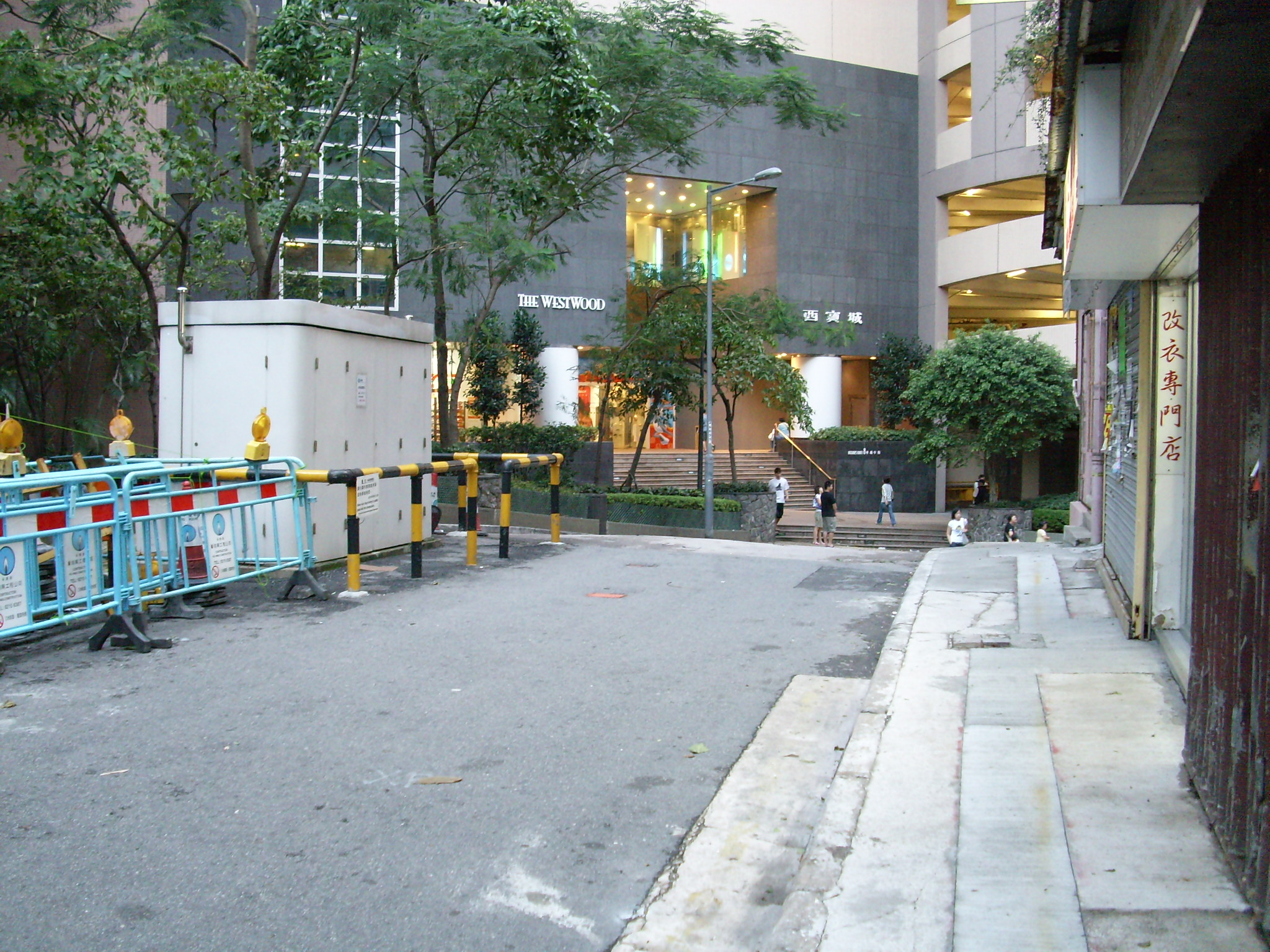
南里望向西寶城的出入口

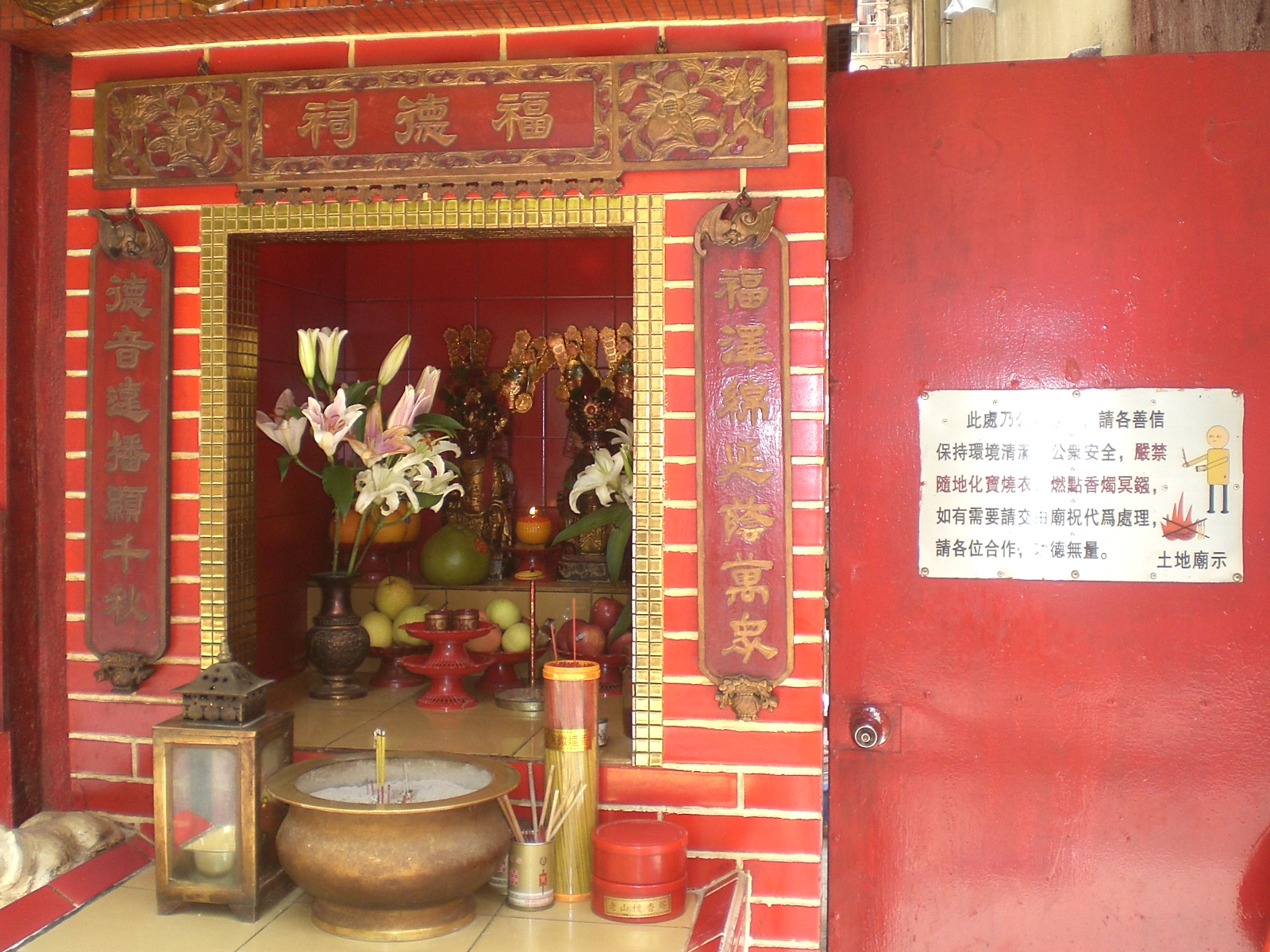
南里福德宮

南里（英語：South Lane）是香港的一條街道，位於香港島的石塘咀。南里連接山道和日富里。南里途經和合街。
南里曾經是一個露天街市，1991年街市遷往現在的石塘咀市政大廈。此外，南里亦途經由信德、新鴻基地產、廖創興企業及新世界發展共同發展中西區著名的大型屋苑寶翠園的商場西寶城的其中一個出入口。
雖然南里已無任何小販攤檔，可是在香港法例第132AG章 《小販(認可區)宣布》附表1中，仍有列出整段南里為小販認可區之一。

## 交通
由南里乘扶手電梯可直上西半山薄扶林道港大任白樓西邊附近，24小時免費運作。

## 沿途主要建築
- 西寶城
- 寶翠園
- Eight South Lane
- 南里壹號